# Fieke Willems
Fieke Willems (Nijmegen, 18 oktober 1982) is een Nederlands voormalig turnster.
Bij GTV De Hazenkamp in Nijmegen trainde ze onder Boris Orlov. Willems werd Nederlands kampioene turnen op de vierkamp in 1998. Dat jaar haalde ze de meerkampfinale op het Europees kampioenschap. Ze werkte naar deelname aan de Olympische Zomerspelen 2000. Een blessure vlak voor de spelen gooide echter roet in het eten. Op de wereldkampioenschappen in 2001 wordt ze met de Nederlandse ploeg vijfde en daarna werd ze met Verona van de Leur, Renske Endel en Gabriëlla Wammes uitgeroepen tot Sportploeg van het Jaar. In 2003 liep ze een zware blessure op waarna ze in 2004 haar carrière beëindigde. In 2007 maakte ze, mede op aandringen van Orlov en Esther Heijnen van De Hazekamp haar comeback maar stapte vanwege een verhuizing later over naar GV Pro Patria in Zoetermeer. In 2009 nam Willems nog deel aan het wereldkampioenschap. Ze stopte na een blessure in 2010 definitief.
Willems is een oud-leerling van het Stedelijk Gymnasium Nijmegen. Ze studeerde geneeskunde aan de Radboud Universiteit Nijmegen en specialiseerde zich tot neuroloog aan het AMC in Amsterdam. In 2013 trad ze toe tot het bondsbestuur van de KNGU.
Sinds 2020 werkt Willems als neuroloog in het Pantein ziekenhuis te Boxmeer.